# Giarrettiera Colt
Giarrettiera Colt ist ein Italowestern aus dem Jahr 1967, der von Gian Andrea Rocco inszeniert wurde. Mit Nicoletta Machiavelli wird eine in diesem Genre seltene weibliche Figur in den Mittelpunkt der Handlung gestellt. Ein deutscher Titel, Das Coltstrumpfband, existiert, jedoch kann keine Aufführung im deutschsprachigen Raum nachgewiesen werden.

## Handlung
An der mexikanischen Grenze wird zur Zeiten der Revolution gegen Maximilian eine Postkutsche überfallen, in dem sich auch die junge Lulu und ein geflohener Soldat befinden. Die Frau kann mit ihren Schießkünsten die Banditen um ihren Chef Red in die Flucht schlagen. Lulu kommt in einem Hotel unter und betätigt sich als Pokerspielerin, die mit allen Wassern gewaschen ist. Unterdessen betreibt Red Waffenschmuggel zu Gunsten der Revolutionäre. Die Lieferungen werden durch einen als Mexikaner verkleideten Franzosen begleitet, in den sich Lulu, die auch „Strumpfband-Colt“ genannt wird und tatsächlich im Auftrage Benito Juarez' die Gegenpartei bekämpfen soll, verliebt. Jean möchte ein ruhiges Leben mit Lulu führen und fordert sie auf, ihre Pokerbetrügereien zu lassen. Als er kur darauf von Revolutionären getötet wird, sucht und findet Lulu die Konfrontation mit Red, den sie im Duell tötet. Sie lebt ihr Leben als Spielerin fortan weiter.

## Kritik
Christian Keßler urteilt spöttisch über die Drehbuchabläufe: „Ein Film sollte einen Anfang, eine Mitte und einen Schluß haben - aber bitte nicht alles gleichzeitig“.

## Bemerkungen
Die Außenaufnahmen entstanden in der Umgebung von Oristano. Der Film hatte einen sehr begrenzten Kinoeinsatz in Italien.